# Gattendorf (Bawaria)
Gattendorf – miejscowość i gmina w Niemczech, w kraju związkowym Bawaria, w rejencji Górna Frankonia, w regionie Oberfranken-Ost, w powiecie Hof, wchodzi w skład wspólnoty administracyjnej Feilitzsch. Leży w Vogtlandzie, przy autostradzie A93.
Gmina położona jest 5 km na wschód od Hof i 50 km na północny wschód od Bayreuth.

## Dzielnice
W skład gminy wchodzą następujące dzielnice:
- Döberlitz
- Gattendorf
- Gumpertsreuth
- Hintereggeten
- Kirchgattendorf
- Neuenreuth
- Neugattendorf
- Oberhartmannsreuth
- Oberhöll
- Quellitzhof
- Quellitzmühle
- Schloßgattendorf
- Unterhöll
- Vordereggeten
- Waldfrieden

## Oświata
(na 1999)

W gminie znajduje się 50 miejsc przedszkolnych (z 50 dziećmi).